# Michail Jaroslavič Chorobrit
Michail Jaroslavič Chorobrit (přibližně 1229 – 1249) byl moskevský kníže (1246–1248) a v roce 1248 také krátce velkokníže vladimirský.
Narodil se jako syn Jaroslava II. Vsevolodoviče a mladší bratr Alexandra Něvského. Vlády v Moskevském knížectví se chopil v roce 1246 po smrti svého otce. O dva roky později se zmocnil Vladimiru a vyhnal odsud svého strýce Svjatoslava Vsevolodoviče, který následně uprchl do města Jurjev-Polskij. Záhy však Michail dne 15. ledna 1248 padl v bitvě u Protvy proti synovcům litevského krále Mindaugase, Tautvilasovi a Gedivydasovi.